# Frontlines: Fuel of War
Frontlines: Fuel of War es un juego de shooter en primera persona para Microsoft Windows y Xbox 360. Fue lanzado el 25 de febrero de 2008 en Norteamérica. Fue producido por los ahora desaparecidos Kaos Studios. Frontlines: Fuel of War también estaba originalmente en desarrollo para PlayStation 3, aunque THQ anunció que había cancelado el trabajo en esta versión el 24 de enero de 2008, aparentemente como resultado de problemas con el desarrollo para PlayStation 3, cuestiones a las que se había hecho referencia en entrevistas previas a la cancelación de la versión de PlayStation 3.
Frontlines incluye un modo multijugador así como una campaña un jugador que utiliza el sistema Frontlines que se encuentra en el componente multijugador. Modo para un jugador limita a los jugadores a la Coalición Occidental ficticia, mientras que los modos en línea permiten a los jugadores jugar como la Coalición Occidental (WC) o la Alianza Estrella Roja (RSA). No es compatible con bots. Una demostración del multijugador del juego fue lanzada para la Xbox 360 el 11 de febrero de 2008. También se lanzó una demostración para PC. Hacia finales de 2012, el modo PC en línea videojuego multijugador del juego ya no estaba disponible, aunque el modo LAN todavía funciona.

## Jugabilidad
La jugabilidad se centra en una mecánica central: la línea del frente. Esto está diseñado para mantener la acción en un solo lugar, enfocando los objetivos más juntos en el campo de batalla. La primera línea también tiene bonificaciones. Al moverlo hacia adelante y hacia atrás por el campo de batalla, el jugador puede ganar o perder armas y equipo. La mecánica de primera línea se utiliza en todos los tipos de juegos, lo que obliga a los jugadores a elegir qué objetivos perseguirán o defenderán, añadiendo un nivel estratégico al juego.
El UCAV Drone juega un papel crucial en la recopilación de información en tiempo real en el campo de batalla. El dron reconoce las unidades enemigas, que son visibles a través de las paredes, y luego las muestra en el HUD y el mapa del jugador. Algunos drones también se pueden utilizar como bomba kamikaze, acercándolos a la infantería enemiga y autodestruyéndolos.
Hay otros cuatro drones, el Assault Drone, un pequeño vehículo con una pistola Gatling montada, un Mortar Drone, con un mortero de cuatro cañones montado, un RC drone, que puede cargarse con C4 y usarse para destruir vehículos blindados. objetivos y finalmente una variante del dron UAV equipado con cohetes antiinfantería.
En una entrevista, Kaos afirmó que habría más de 60 vehículos y armas en el juego final.
Los Airstrikes también jugarán un papel importante en el juego, siendo una forma efectiva de destruir una fuerza enemiga desde la distancia.
En una entrevista con el desarrollador Joe Halper, Kaos ha declarado que el multijugador de 32 jugadores sería compatible con la versión de consola. Cerca del lanzamiento, el número máximo de jugadores se elevó a 50. La versión para PC del juego admite 64 jugadores en línea. Cerca del lanzamiento, se confirmó que el juego no admitiría el juego multiplataforma, pero los desarrolladores han declarado que están considerando finalmente convertir la franquicia en un título Live Anywhere.

### Mapas
Frontlines se envió con un total de ocho mapas multijugador. Estos mapas varían en tamaño y ubicación, desde una pequeña manzana de una ciudad hasta un panel solar de más de 4 millas cuadradas (10,4 km²) de tamaño. Kaos Studios declaró que estaban considerando lanzar mapas adicionales en el futuro como contenido descargable.
Esto comenzó con el nuevo mapa: "Boneyard". El mapa se lanzó como descarga gratuita en el Marketplace de Xbox 360. El mapa no sólo ofrecía otro mapa de buen tamaño, sino también más armas y vehículos. Esto incluía: una escopeta automática completamente nueva, un helicóptero de transporte para Red Star Alliance y un "Jeep Rocket".
Además, el contenido descargable indicaba claramente que este nuevo mapa era el primero de cinco que se lanzarían. Los otros cuatro mapas se llaman "Sunder", "Wide Awake", "Hind Sight" e "Infiltración". El 19 de septiembre, Kaos lanzó estos mapas en Xbox Live. Posteriormente se lanzaron para PC como un parche de descarga gratuita.

### Servidores dedicados
El juego cuenta con servidores dedicados similares a Battlefield 2: Modern Combat, así como alojamiento del lado del cliente que se encuentra en la mayoría de los juegos Xbox 360 habilitados para Live. Esto se hace para soportar el límite de 50 jugadores, algo sin precedentes en la consola. Los servidores dedicados se cerraron el 31 de agosto de 2011. Aunque el alojamiento del lado del cliente todavía está disponible, los servidores solo pueden admitir un máximo de 16 jugadores.

## Sinopsis
Para 2024, una crisis energética global y un brote mundial de influenza aviar asolarán el mundo. A medida que el suministro de petróleo y gas natural disminuye y con energías alternativas como la energía solar, los biocombustibles y la energía nuclear aún insuficientes para reemplazar completamente el petróleo, las relaciones diplomáticas entre Oriente y Occidente se tensan, lo que provoca dos nuevos alianzas que se formarán, la Coalición Occidental, una evolución de la OTAN, y la Alianza Estrella Roja, una evolución de la Organización de Cooperación de Shanghái. Estrella Roja lanza un ataque sorpresa contra la Coalición Occidental en represalia por la prueba de que la Coalición apoya un golpe de Estado en la nación miembro de Estrella Roja Turkmenistán, rica en petróleo, en 2021. Como los últimos campos petroleros en Cuando el Mar Caspio comienza a secarse, los países actúan para asegurar los recursos que quedan, lo que lleva a varios brotes pequeños que se convierten rápidamente en una guerra a gran escala.
El jugador se pone en la piel de los miembros de una violenta y aguerrida fuerza de ataque de la Coalición Occidental, apodada "Perros callejeros", que encabezarán los ataques contra las posiciones defensivas de la Estrella Roja en Asia Central y Europa del Este, mientras Red Star intenta asegurar recursos en el mejor interés mundial. Wayne Andrews, reportero de Affiliated Press durante todo el juego, se une a los Stray Dogs.
El juego termina después de la misión final titulada "La historia se repite", cuando el ejército ruso colapsa y separa a la nación del resto del mundo al destruir un enlace ascendente por satélite. Mientras las fuerzas de la Coalición persiguen focos de resistencia en Moscú, Andrews propone un futuro cuestionable, afirmando que los rusos están formando un gobierno en el exilio y las tropas chinas se están acumulando en la frontera. En la escena final, Andrews afirma que desea vivir para ver a la humanidad ser nueva y lograr resolver la crisis energética con más investigación sobre alternativas como la fusión nuclear. El juego termina mostrando aviones de combate Red Star abriendo fuego contra Andrews, dejando la historia abierta para una secuela.

## Desarrollo

### Contenido descargable
Además de imágenes de jugadores y tres temas Frontlines para el tablero de Xbox 360, junto con varios videos de juego de los desarrolladores, se lanzó un nuevo modo de juego para descargar. Llamado 'Conquer', permite jugar el juego de forma similar a Battlefield 2: Modern Combat, en el sentido de que en lugar de intentar hacer avanzar a Frontline, todos los puntos de generación están disponibles para capturar. por ambos equipos. Para ganar, un equipo debe capturar todos los puntos del mapa y eliminar al otro equipo.

## Bonos minoristas
Se lanzó una edición de coleccionista del juego en el Reino Unido, Australia, Dinamarca y Nueva Zelanda. La Edición de Coleccionista de Xbox 360 contenía una camiseta, un libro Art of Frontlines, un póster y un disco extra que contenía el sonido del juego, videos detrás de escena y más. La edición de coleccionista para PC contenía una guía de estrategia oficial, un parche con la insignia de Stray Dogs, una baraja de cartas Frontlines, un libro Art of Frontlines, un póster y un estuche Steelbook. Esta edición nunca se lanzó en Norteamérica. En Dinamarca, la edición de coleccionista para PC contenía una camiseta de "Stray Dogs", un libro de arte, un CD con la banda sonora y un póster de 60 x 42 cm y se vendía como edición especial en lugar de edición de coleccionista.
Los jugadores que ordenaron Frontlines: Fuel of War en GameStop o Best Buy recibieron un código especial que les daba acceso a uno de los dos mapas de desafío. Desde entonces, este código se ha distribuido en Internet. Los jugadores que compraron Frontlines: Fuel of War en Circuit City recibieron una copia de la banda sonora de Frontlines: Fuel of War. Los jugadores que ordenaron Frontlines en el minorista en línea Amazon.com recibieron una lata de coleccionista de edición limitada.

### Juego de realidad alternativa
THQ anunció el lanzamiento de un juego de realidad alternativa para Frontlines: Fuel of War con el fin de promocionar el juego a través de un sitio web. Los visitantes tienen el desafío de descubrir el misterio que rodea a Exeo Incorporated al encontrar diez contraseñas repartidas por Internet. Los usuarios que encuentren las 10 contraseñas serán elegibles para ganar un gran premio, que incluye capacitación como piloto de combate y una copia gratuita del juego.